# María Sol Branz
María Sol Branz (6 de fevereiro de 1990) é uma velejadora argentina que participou dos Jogos Olímpicos de Verão e que é campeã dos Jogos Pan-Americanos.

## Trajetória esportiva
A atleta foi campeã dos Jogos Pan-Americanos de 2015 na categoria 49erFX em Toronto, no Canadá. A sua dupla na categoria foi Victoria Travascio.
Ela competiu nos Jogos Olímpicos de Verão de 2016 no Rio de Janeiro, na classe 49erFX, tendo ficado no 13º lugar, junto com a mesma companheira. 
Com o bronze nos Jogos Pan-Americanos de 2019, novamente com Victoria Travascio, a atleta garantiu a vaga para sua segunda participação olímpica, em Tóquio 2020. 